# Sportlövészet az 1896. évi nyári olimpiai játékokon
Az 1896. évi nyári olimpiai játékokon sportlövészetben 5 versenyszámot rendeztek. Ezeket az eseményeket az erre az olimpiára épített sportlövő pályán rendezték Kallitheában. A Sportlövő Albizottság szervezte és rendezte ezeket az eseményeket. A sporteseményeket április 8. és 12. között rendezték.
Ezt a sportágat 7 nemzet összesen 61 versenyzőjének részvételével rendezték meg.

## Éremtáblázat
A rendező ország csapata eltérő háttérszínnel, az egyes számoszlopok legmagasabb értéke, vagy értékei vastagítással kiemelve.
| Az 1896. évi nyári olimpiai játékok éremtáblázata sportlövészetben | Az 1896. évi nyári olimpiai játékok éremtáblázata sportlövészetben | Az 1896. évi nyári olimpiai játékok éremtáblázata sportlövészetben | Az 1896. évi nyári olimpiai játékok éremtáblázata sportlövészetben | Az 1896. évi nyári olimpiai játékok éremtáblázata sportlövészetben | Olimpia  |
| ------------------------------------------------------------------ | ------------------------------------------------------------------ | ------------------------------------------------------------------ | ------------------------------------------------------------------ | ------------------------------------------------------------------ | -------- |
|                                                                    | Ország                                                             | Arany                                                              | Ezüst                                                              | Bronz                                                              | Összesen |
| 1.                                                                 | Görögország (GRE)                                                  | 3                                                                  | 3                                                                  | 3                                                                  | 9        |
| 2.                                                                 | Egyesült Államok (USA)                                             | 2                                                                  | 1                                                                  | 0                                                                  | 3        |
|                                                                    |                                                                    |                                                                    |                                                                    |                                                                    |          |
| 3.                                                                 | Dánia (DEN)                                                        | 0                                                                  | 1                                                                  | 2                                                                  | 3        |
|                                                                    |                                                                    |                                                                    |                                                                    |                                                                    |          |
| Összesen                                                           | Összesen                                                           | 5                                                                  | 5                                                                  | 5                                                                  | 15       |

Franciaországnak, Nagy-Britanniának, Olaszországnak és Svájcnak is indultak versenyzői, de ők érmet nem nyertek.

## Érmesek
Ezeket az érmeket a Nemzetközi Olimpiai Bizottság utólag ítélte oda, mivel akkor egy ezüstérmet adtak a győztesnek, és a többi helyezettet nem díjazták.

A táblázatban a rendező ország versenyzői eltérő háttérszínnel kiemelve.
| Az 1896. évi nyári olimpiai játékok érmesei sportlövészetben |                                            |       |                                          |       |                                         |       |
| Versenyszám                                                  | Arany                                      | Arany | Ezüst                                    | Ezüst | Bronz                                   | Bronz |
| Hadipuska                                                    | Pandelísz Karaszevdász · Görögország (GRE) | 2320  | Pávlosz Pavlídisz · Görögország (GRE)    | 1978  | Nikólaosz Trikúpisz · Görögország (GRE) | 1713  |
| Szabadpuska, összetett                                       | Jeórjiosz Orfanídisz · Görögország (GRE)   | 1583  | Joánisz Frangúdisz · Görögország (GRE)   | 1312  | Viggo Jensen · Dánia (DEN)              | 1305  |
| Katonai pisztoly                                             | John Paine · Egyesült Államok (USA)        | 442   | Sumner Paine · Egyesült Államok (USA)    | 380   | Nikólaosz Morákisz · Görögország (GRE)  | 305   |
| Gyorstüzelő pisztoly                                         | Joánisz Frangúdisz · Görögország (GRE)     | 344   | Jeórjiosz Orfanídisz · Görögország (GRE) | 249   | Holger Nielsen · Dánia (DEN)            | –     |
| Szabadpisztoly                                               | Sumner Paine · Egyesült Államok (USA)      | 442   | Holger Nielsen · Dánia (DEN)             | 285   | Joánisz Frangúdisz · Görögország (GRE)  | –     |

## Sportlövő Albizottság
- Miklós görög királyi herceg, elnök
- Joánisz Frangúdisz, titkár
- Demosthenes Staikos
- Alc. Krassas
- Joan. Konstantinides
- Alex. Kondostavlos
- Ath. Botzaris
- Ath. Pierrakos
- Georges Antonopoulos
- Stephen Skouloudis